# Missões diplomáticas da Islândia

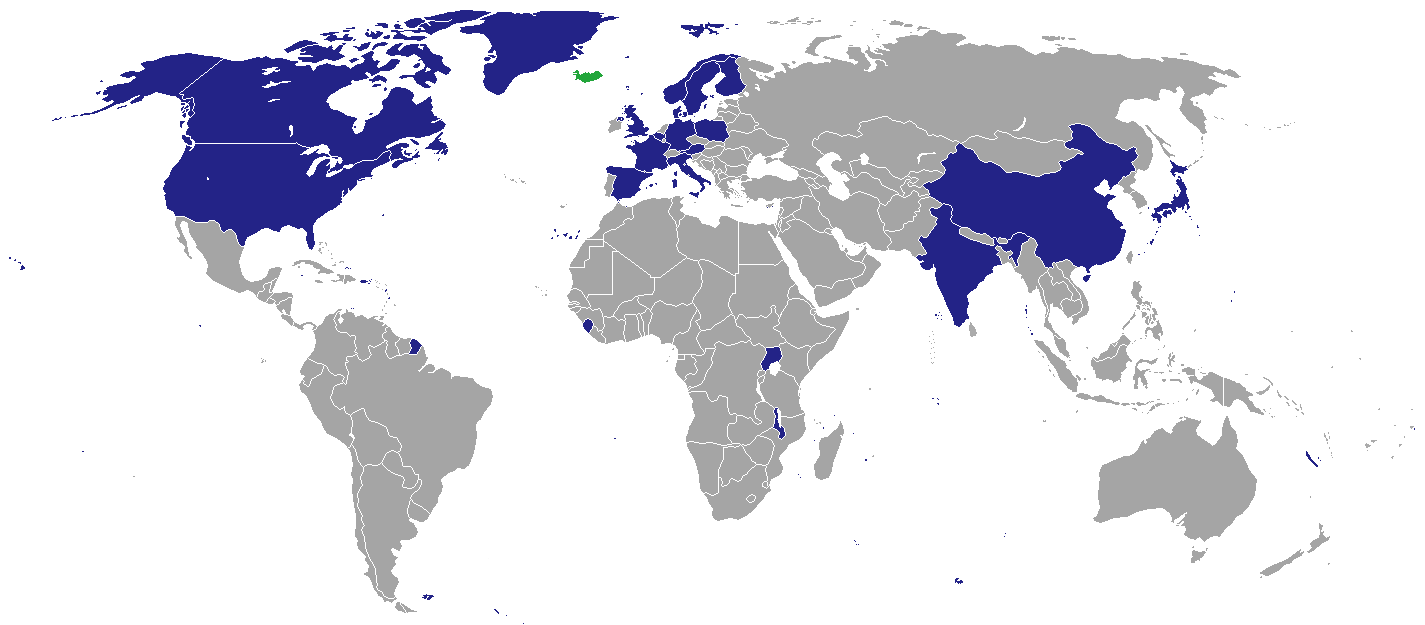
Missões diplomáticas da Islândia

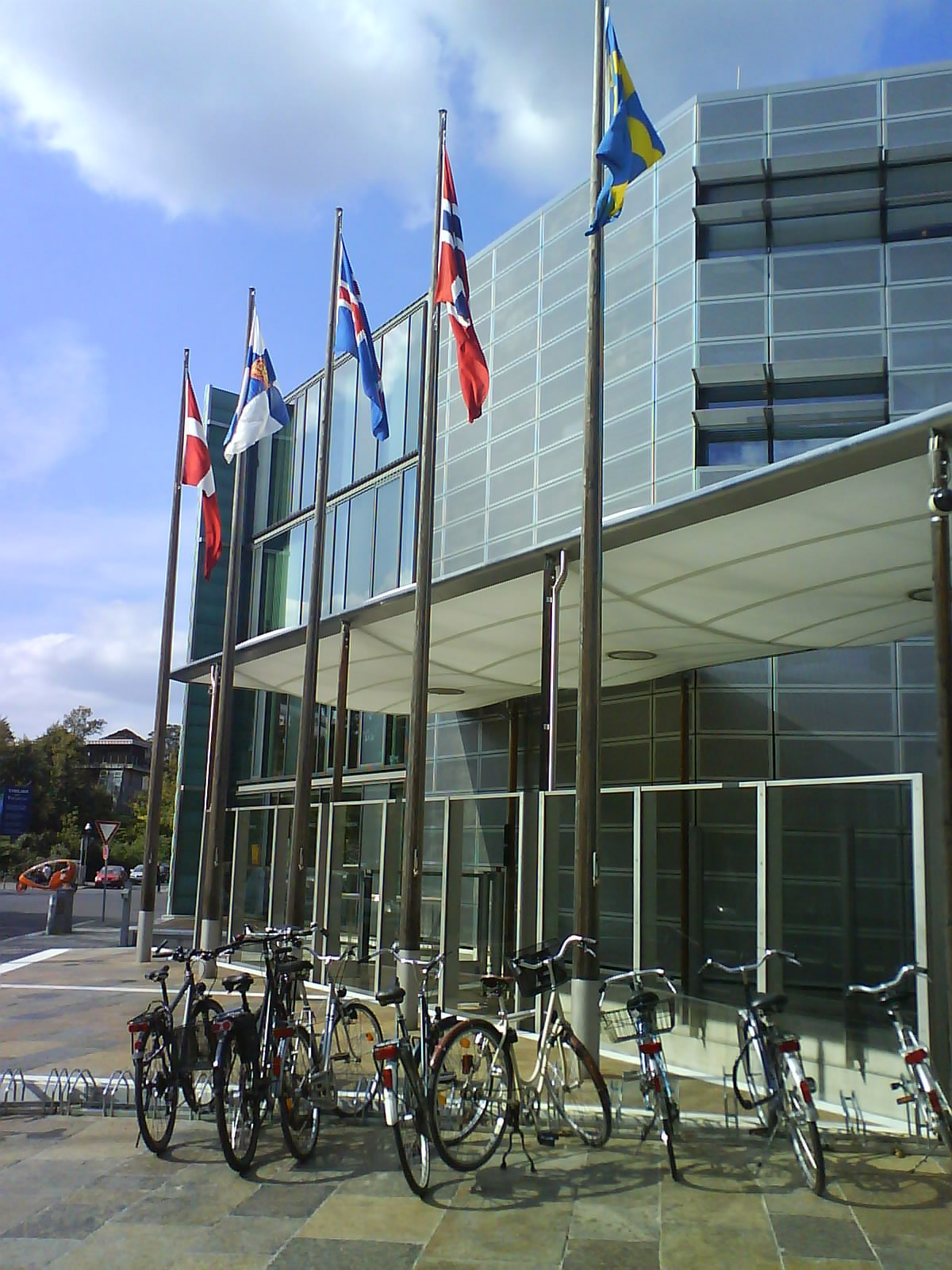
Embaixada da Islândia em Berlim

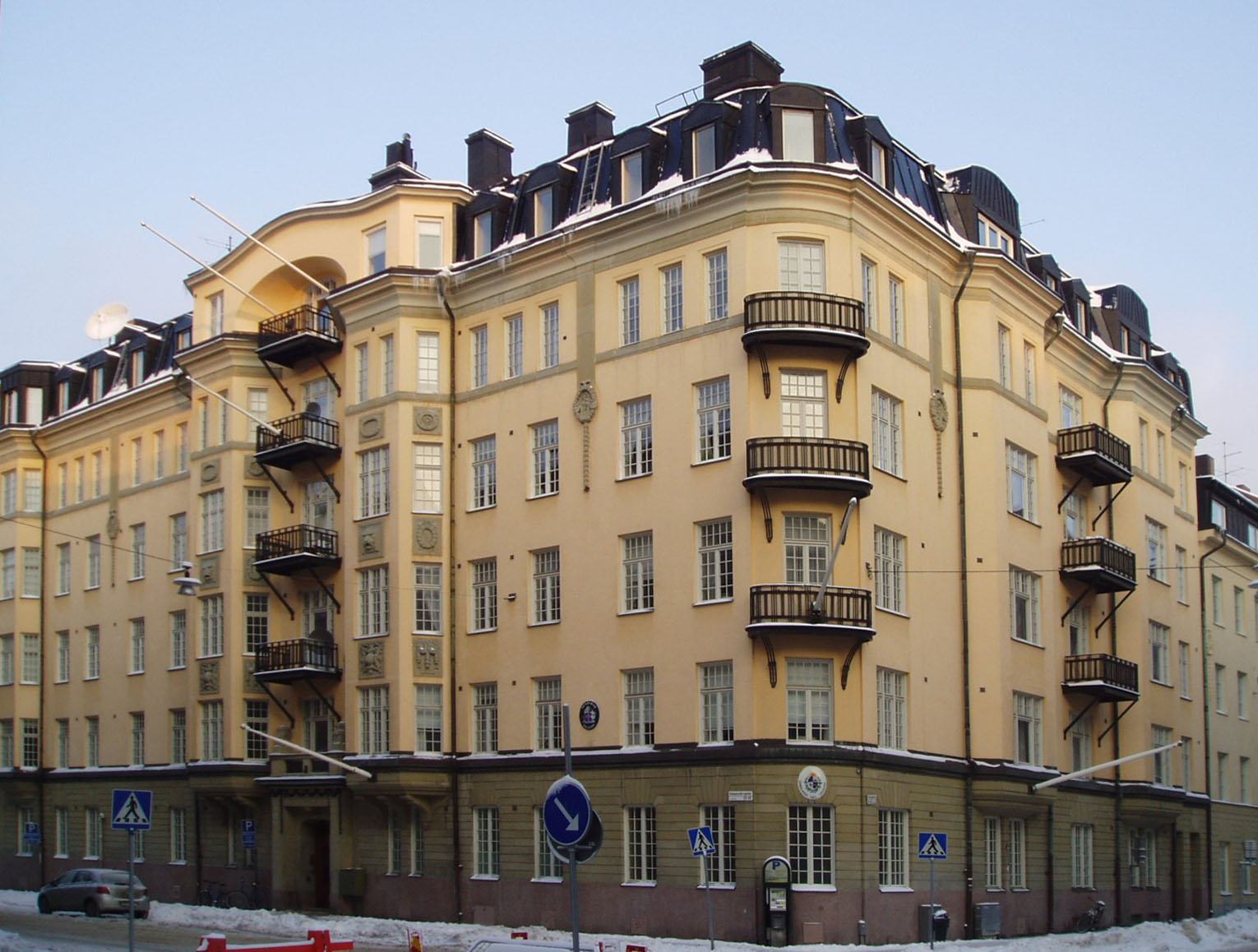
Embaixada da Islândia em Estocolmo

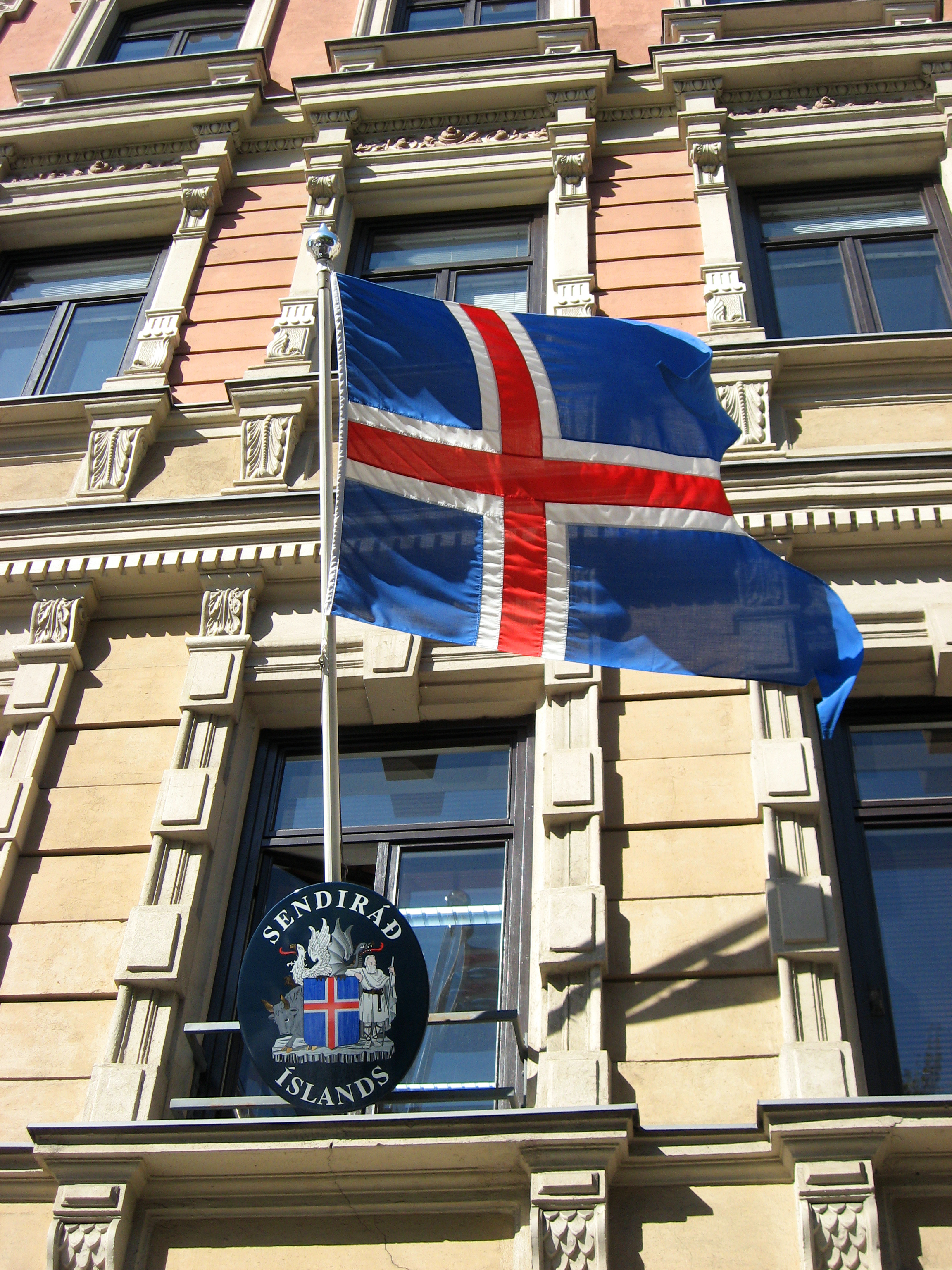
Embaixada da Islândia em Helsínquia

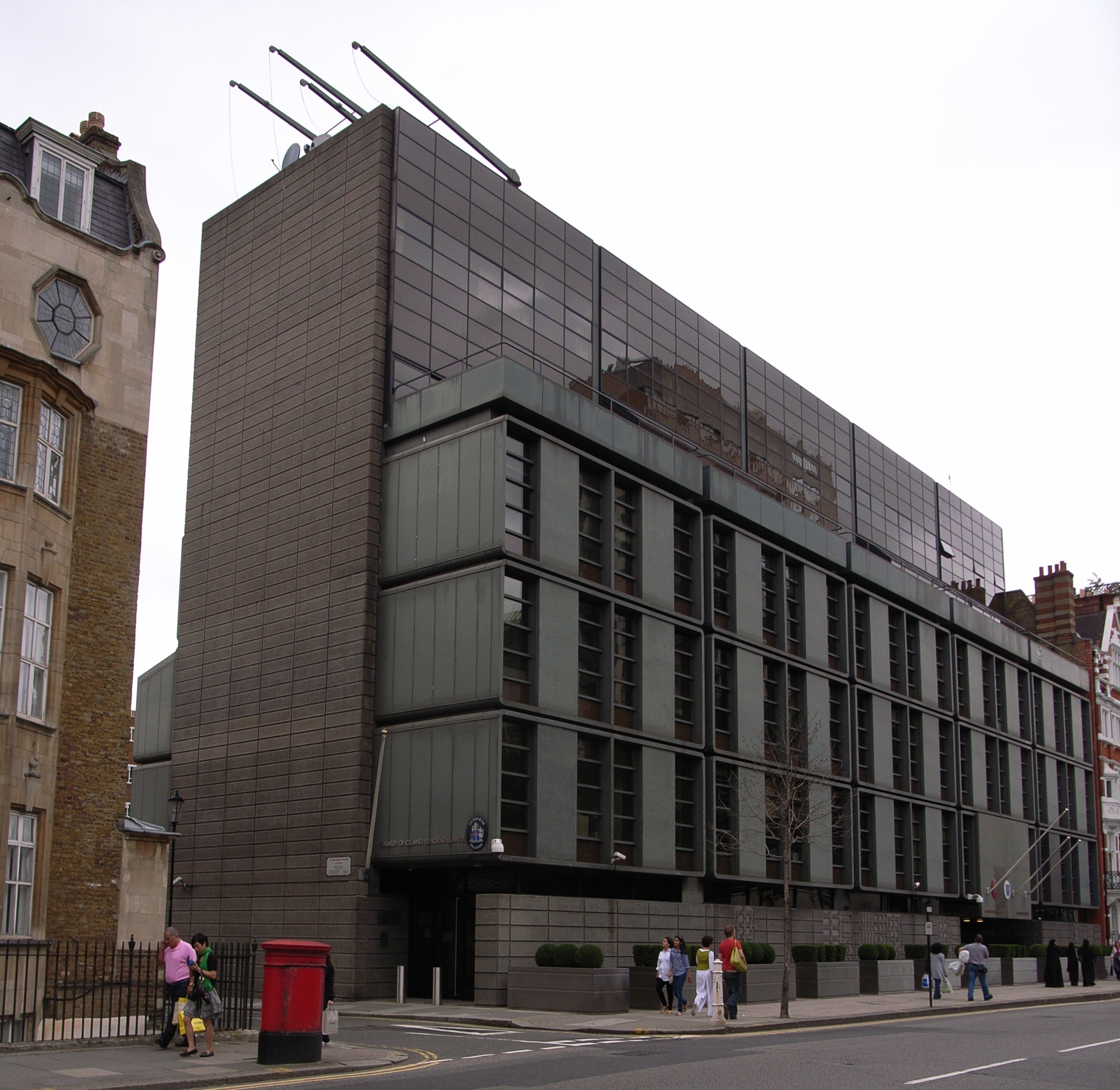
Embaixada da Islândia em Londres

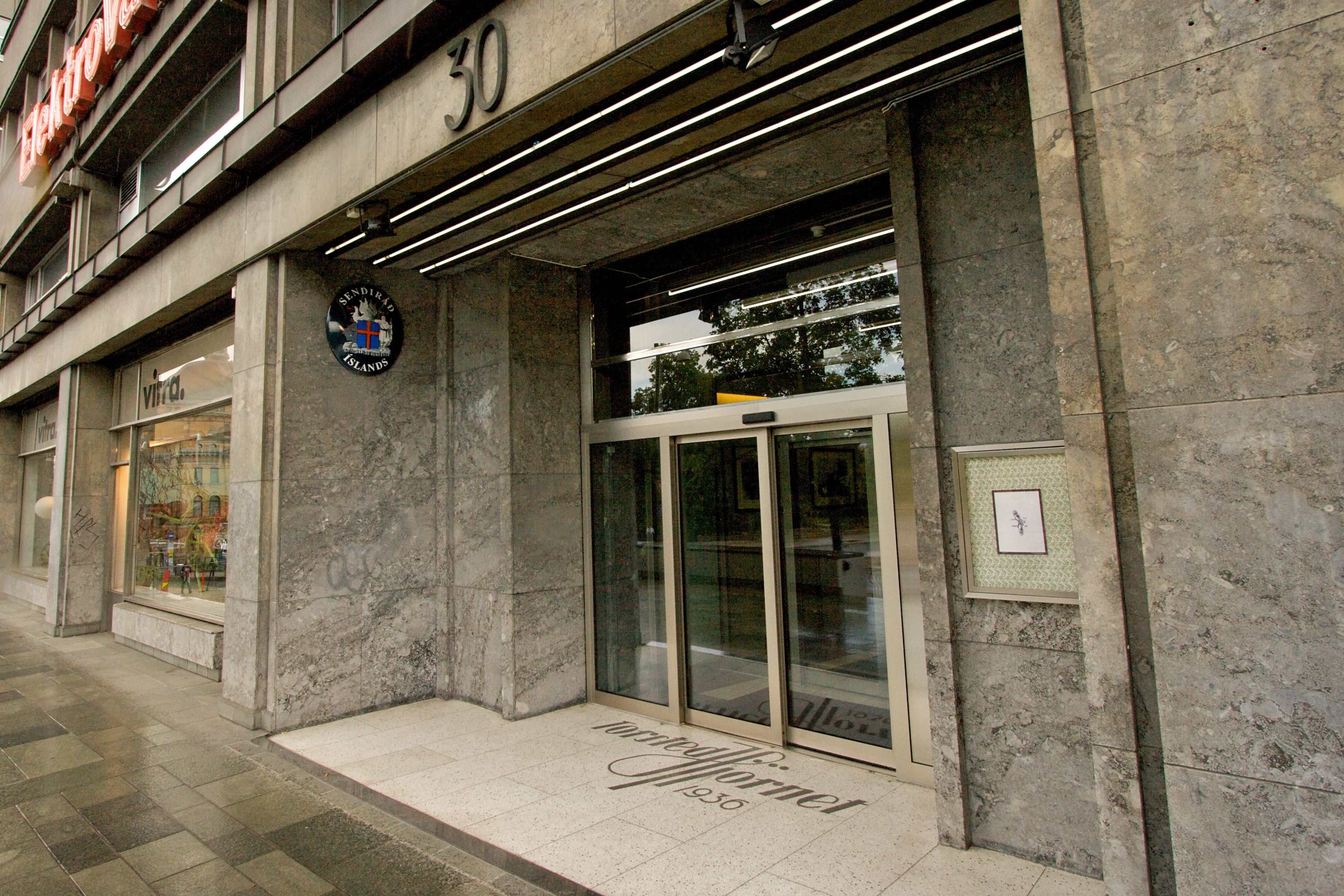
Embaixada da Islândia em Oslo

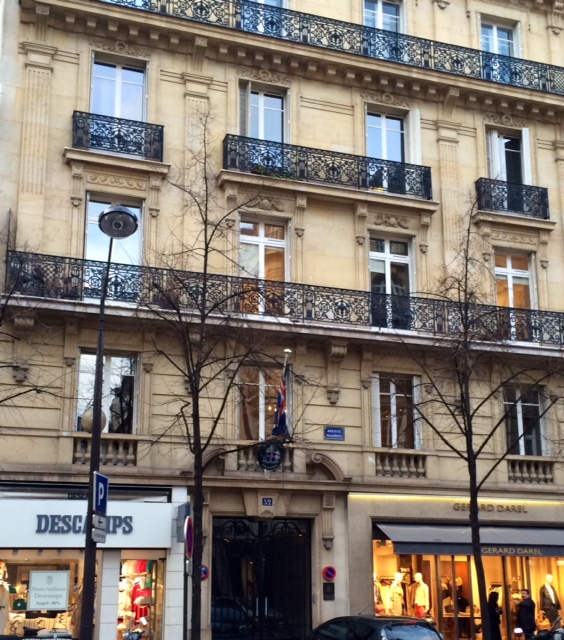
Embaixada da Islândia em Paris

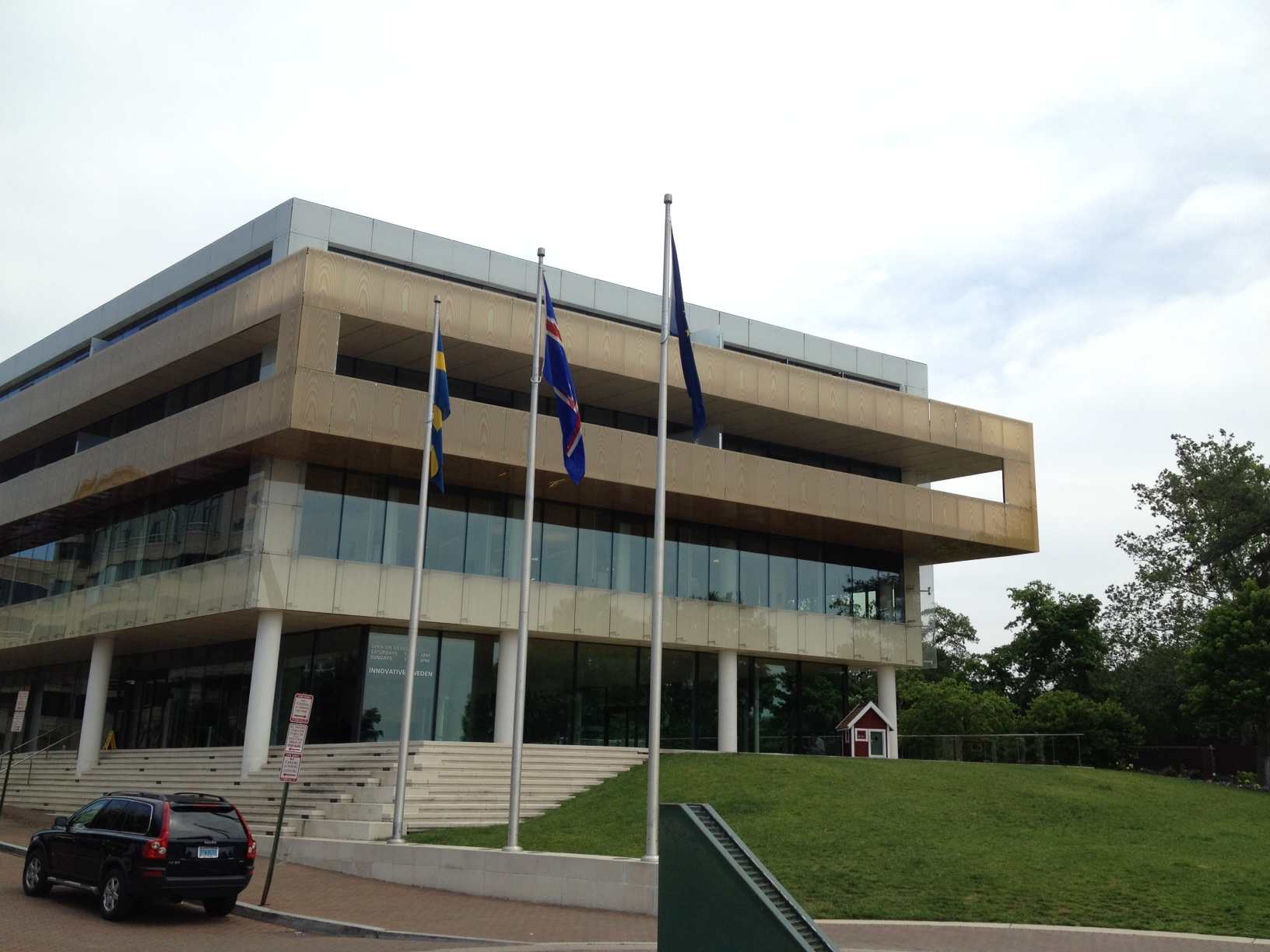
Embaixada da Islândia em Washington, DC

Abaixo se encontram as embaixadas e consulados da Islândia:
Embora a Islândia tenha uma pequena rede de missões diplomáticas, ela tem um Consulado-Geral em Winnipeg, no Canadá, que serve a população significativa de Manitobans com patrimônio islandês. Foi também o primeiro estado, em 2007, a abrir um Consulado-Geral em Tórshavn na Região Autónoma da Ilhas Faroé, devido às estreitas relações Islândia mantém com as ilhas; historicamente, economicamente e culturalmente.

## África
- Malawi
  - Lilongué (Embaixada)
- Serra Leoa
  - Freetown (Embaixada)
- Uganda
  - Campala (Embaixada)

## América
- Canadá
  - Otava (Embaixada)
  - Winnipeg (Consulado-Geral)
- Estados Unidos
  - Washington, DC (Embaixada)
  - Nova Iorque (Consulado-Geral)

## Ásia
- China
  - Pequim (Embaixada)
- Índia
  - Nova Déli (Embaixada)
- Japão
  - Tóquio (Embaixada)

## Europa
- Alemanha
  - Berlim (Embaixada)
- Áustria
  - Viena (Embaixada)
- Bélgica
  - Bruxelas (Embaixada)
- Dinamarca
  - Copenhague (Embaixada)
  - Nuque (Consulado-Geral)
  - Tórshavn (Consulado-Geral)
- Finlândia
  - Helsínquia (Embaixada)
- França
  - Paris (Embaixada)
- Noruega
  - Oslo (Embaixada)
- Polónia
  - Varsóvia (Embaixada)
- Reino Unido
  - Londres (Embaixada)
- Suécia
  - Estocolmo (Embaixada)

## Organizações multilaterais
- Bruxelas (Missão permanente da Islândia ante a União Europeia e a OTAN)
- Genebra (Missão permanente da Islândia ante as Nações Unidas e outras organizações internacionais)
- Nova Iorque (Missão permanente da Islândia ante as Nações Unidas)
- Paris (Missão permanente da Islândia ante a OCDE e Unesco)
- Roma (Missão permanente da Islândia ante a Organização das Nações Unidas para a Alimentação e a Agricultura)
- Viena (Missão permanente da Islândia ante as Nações Unidas)